# 871
Năm 179 là một năm trong lịch Julius.